# محمد صبري زكي
محمد صبري زكي (9 أكتوبر 1922 - 17 يونيو 2020) هو وزير الصحة المصري سابقاً.

## حياته ونشأته
محمد صبري زكي كريم ولد في 9 أكتوبر 1922 بميت بره، ثم انتقلت أسرته بعد مولده للعيش بمدينة حلوان، والتحق بمدارسها الإعدادية والثانوية، وخلال سنوات الدارسة، كان رئيساً لفريق التمثيل وكرة القدم، وعندما كانت تقام مباراة بين مدرسته ومدرسة أخري، كان يحضر مئات المشجعين من حلوان لتشجيعهم، حيث كانت النشاط الكوري في المدارس مثل الأندية حالياً، وكسرت ساقه أثناء ذلك، فقرر بعد شفائه من الإصابة أن يلعب في مركز حارس المرمى للفريق، أنتهي من دراسته الثانوية سنة 1940، ألتحق بكلية طب القصر العينى جامعة القاهرة، وكان يذهب ويعود يوميا بقطار حلوان، فلم يكن متواجد مترو القاهرة.
كان زكي يعشق حلوان، ولم يغادرها إلا سنة 1967، عندما عين وكيلاً لوزارة الصحة، حيث انتقل لمدينة المهندسين في سنة 1973.
يحكي أنه رسب في السنة الأولى في كلية الطب، وفكر في سحب أوراقه والتقدم لكلية الشرطة، لولا أن أحد أصدقائه أخبر والده، وقررت الأسرة حبسه وقتها في المنزل، ومنعه من الخروج بكل السبل، حتى ضاعت عليه فرصة التقدم لكلية الشرطة، وعاد سنة الرسوب، وأكمل دراسته بكلية الطب بالقاهرة، حتى تخرج فيها سنة 1947، وحصل على بكالوريوس الطب والجراحة، ودبلوم طب المناطق الحارة، ودبلوم الأمراض المهنية، ليلتحق طبيباً بالقوات المسلحة المصرية، وكان من دفعته كل من الدكتور محمود محفوظ والدكتور إبراهيم بدران والدكتور فؤاد محيى الدين والدكتور ممدوح جبر، وجميعهم أصبحوا وزراء للصحة، حتي لحق بهم وزيراً للصحة في يناير عام 1982.

## مسيرته ومناصب[3]
- عين رئيسا لهيئة التأمين الصحي، واستطاع بأسلوبه البارع في الإدارة أن يجمع كل الأطباء والعاملين حوله ويكسب حبهم جميعا، في إحدى المرات وبعد مقابلة مع رئيس الوزراء، اللواء ممدوح سالم، كان غاضبا من القرار رقم 815، الذى يمنع الهيئة من صرف أكثر من مئة في المئة من مرتب الأطباء المنتدبين من الخارج، من الجامعة والقوات المسلحة، الأمر الذى أغضب هؤلاء الأطباء، كيف يعملون دون الحصول على حقهم، فما كان من الدكتور صبرى زكى إلا أن وقع للمدير المالى بالصرف على مسئوليته الخاصة، وذهب إلى رئيس الوزراء، وقال له أنا مذنب، وقد خالفت قرارك بشأن كذا، فإما أن تقيلنى من رئاسة الهيئة وإما أن تنصفنى وتصدر قرارا باستثناء هيئة التأمين الصحى من هذا الشرط، وشعر بسعادة عارمة إذا وقف رئيس الوزراء إلى جانب قراره .
- عند توليه منصب محافظ أسوان سنة 1981، كان من يقابله يظنه خبيراً سياحياً لتدفق معلوماته حول معالم المحافظة وأهم آثارها.
- عمل نائباً لمدير عام الخدمات الطبية بالقوات المسلحة 1959.
- وكيل وزارة الصحة 1967.
- رئيس الهيئة العامة للتأمين الصحي 1974.
- وزيراً للصحة من 2 يناير 1982 حتي 1985.
- قام بتطوير نظم المعلومات بوزارة الصحة وإدخال نظام الميكروكمومبيوتر.

## سيرته
اتسم ذكي، بأنه شخصية متعددة المواهب، رياضياً وفنياً وإدارياً وسياسياً، كما كان محبوبا من كل من تعاملوا معه، وحيثما يجلس يكون محور اهتمام الجميع، وأهلته هذه المواهب المتعددة لأن يكون صاحب بصمة بارزة في مجال الطب المصري.
كان في شبابه محبا للرياضة والفن ومارسهما في قراراته، كان يتميز بخفة الظل بصورة ملفتة، وتقلد خلال مسيرة حياته العملية مناصب عديدة مختلفة، بدأها كطبيب مجند بالقوات المسلحة، وشارك في الحروب التى خاضتها مصر في عهدى الرئيسين جمال عبد الناصر ومحمد أنور السادات، ثم طبيباً بالمصانع الحربية، ومديرا للخدمات الطبية بها، ثم وكيلا لوزارة الصحة، ومحافظا أسوان، وأخيرا وزيراً للصحة.

## مؤلفاته
- خلال فترة حياته الجامعية كتب قصة قصيرة بعنوان «نصف ساعة في الديزل» وأعد السيناريو الخاص بها، وقام بتمثيلها مع مجموعة من زملائه علي مسرح كلية طب القصر العيني، وأذيعت هذه التمثيلية ضمن برامج الإذاعة في ذلك الوقت.
- له كتاب بعنوان «أطباء مصر كما عرفتهم»، وتكلم فيه عن رحلة سافره في مهمة علمية للصين، مع كل من الدكتور محمود محفوظ وزير الصحة الأسبق في ذلك الوقت، وبعد بضعة أيام قليلة من وجودهم في الصين، تمكن من تقليد كل من تقابلوا معهم، وكان متأثرا في ذلك بمدرسة نجيب الريحاني.

## أوسمة وجوائز[4]
- حصل على وسام الجمهورية من الطبقة الأولى.
- بالإضافة إلى العديد من أوسمة من القوات المسلحة المصرية.